# International Aero Engines

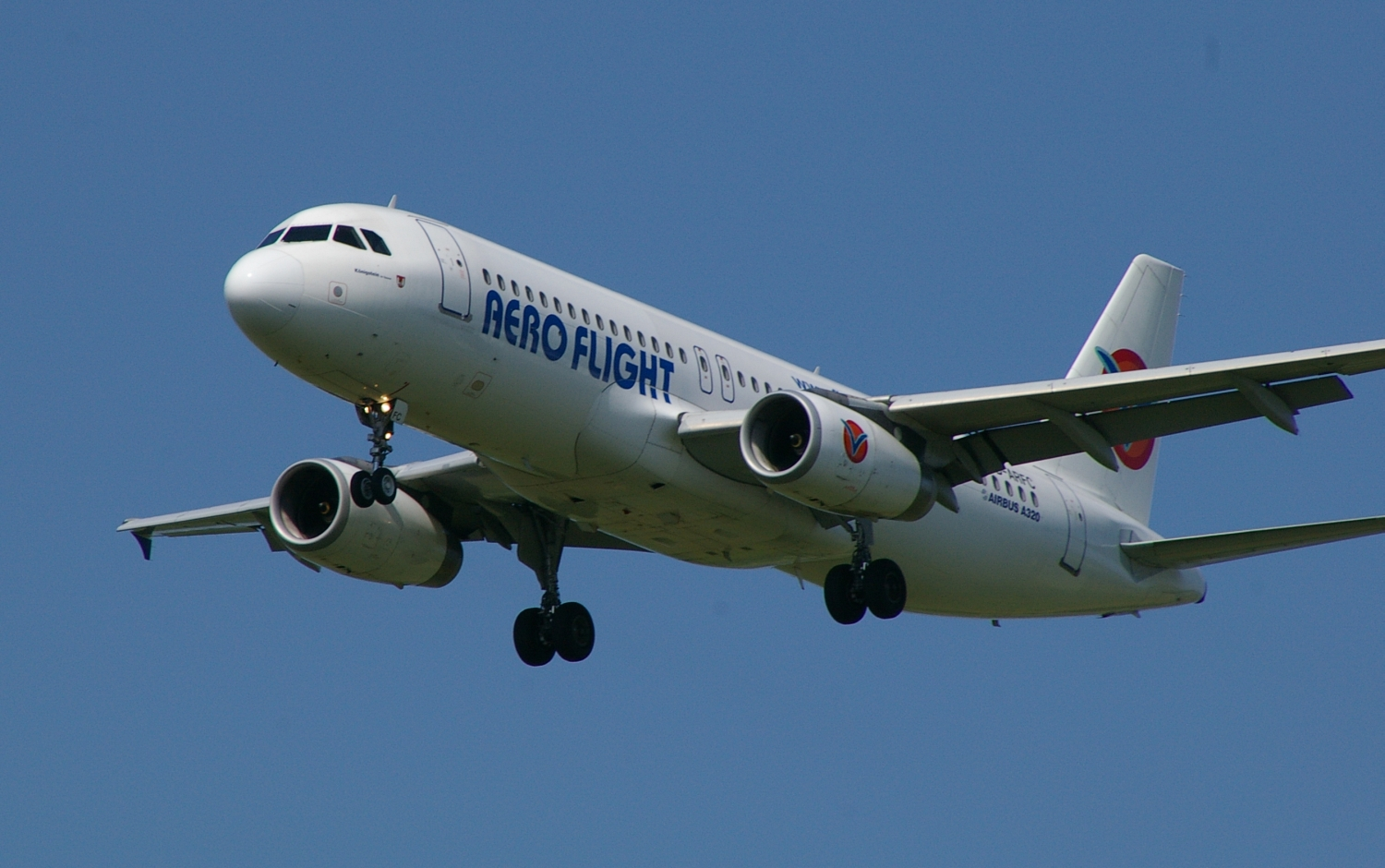
Un Airbus A320-232 de Aero Flight con motores V2500.

IAE International Aero Engines AG es una compañía registrada en Zúrich fruto de la cooperación de empresas fundadoras en 1983.

## Propiedad
Los accionistas actuales son:
- Pratt & Whitney de los Estados Unidos (32.5%)
- Rolls-Royce plc del Reino Unido (32.5%)
- MTU Aero Engines de Alemania (12%)
- La Japanese Aero Engines Corporation de Japón (23%), consistente de:
  - Kawasaki Heavy Industries
  - Ishikawajima-Harima Heavy Industries
  - Mitsubishi Heavy Industries

FiatAvio se borró de la lista de accionistas al principio pero la ahora rebautizada Avio S.p.A. todavía permanece como proveedor. La "V" permanece como legado de los cinco accionistas originales.
Durante octubre de 2011, se anunció que Rolls-Royce había acordado vender su participación del 32,5% en la empresa conjunta a la empresa matriz de Pratt & Whitney, United Technologies (UTC), otorgando a UTC una participación accionaria combinada del 49,5% (que es diferente de la participación total del programa de UTC en la colaboración IAE, que se sitúa en el 61%). La transacción se completó el 29 de junio de 2012. Rolls-Royce sigue activo como un importante proveedor de IAE. Durante 2011, tanto Rolls-Royce como Pratt & Whitney propusieron establecer una nueva empresa conjunta para desarrollar motores para aeronaves medianas de la generación futura (120-230 pasajeros); sin embargo, a finales de 2013, se anunció que las dos empresas había decidido renunciar a tal colaboración en favor de sus propias operaciones independientes.

## Productos
IAE había desarrollado el fracasado Superfan para el Airbus A340. El propósito actual de IAE es el desarrollo, producción y labores posteriores del V2500, que impulsa a la familia Airbus A320 y McDonnell Douglas MD-90. El IAE V2500 turbofán es uno de los motores de media conducción más exitoso del mundo. 
El competidor directo del IAE V2500 es el CFM56-5B.